# 1779 في الولايات المتحدة
فيما يلي قوائم الأحداث التي وقعت خلال عام 1779 في الولايات المتحدة.

## سياسة

### تعيين في المنصب
- 9 يناير – جون روتليدج حاكم كارولينا الجنوبية [الإنجليزية]‏.[1]
- 1 يونيو – توماس جفرسون حاكم فرجينيا [الإنجليزية]‏.[2]
- 27 سبتمبر – جون جاي قائمة سفراء الولايات المتحدة لدى إسبانيا.

### انتهاء فترة المنصب
- 1 يونيو – باتريك هنري حاكم فرجينيا [الإنجليزية]‏.
- 12 نوفمبر – توماس جونسون حاكم ماريلاند [الإنجليزية]‏.

## مواليد

### يناير
- 5 يناير – زيبولون بايك

### فبراير
- 27 فبراير – توماس ب. روبرتسون سياسي أمريكي.

### مارس
- 29 مارس – وليام بالدوين طبيب من الولايات المتحدة الأمريكية.

### يوليو
- 15 يوليو – كليمنت كلارك مور أستاذ جامعي من الولايات المتحدة الأمريكية.
- 22 يوليو – إدوارد لويد سياسي أمريكي.

### أغسطس
- 1 أغسطس – فرانسيس سكوت كي
- 8 أغسطس – بنيامين سيليمان كيميائي من الولايات المتحدة الأمريكية.

### سبتمبر
- 16 سبتمبر – صامويل د. إنجهام سياسي أمريكي.
- 18 سبتمبر – جوزيف ستوري سياسي أمريكي.
- 28 سبتمبر – جورج بيتر سياسي أمريكي.

### أكتوبر
- 1 أكتوبر – هنري و . ادواردز سياسي أمريكي.

### ديسمبر
- 20 ديسمبر – وليام ويلكنز سياسي أمريكي.

### يناير
- 1 يناير – توماس لينش الابن (مواليد 1749) سياسي أمريكي.

### مايو
- 11 مايو – جون هارت (مواليد 1713) سياسي أمريكي.

### يوليو
- 14 يوليو – جورج روس (مواليد 1730) سياسي أمريكي.

### نوفمبر
- 10 نوفمبر – جوزيف هيوز (مواليد 1730) سياسي أمريكي.